# Arrondissement de Marmelade
Arrondissement de Marmelade är ett arrondissement i Haiti.   Det ligger i departementet Artibonite, i den centrala delen av landet, 90 km norr om huvudstaden Port-au-Prince. Antalet invånare är 171 485. Arean är 723 kvadratkilometer.
Terrängen i Arrondissement de Marmelade är kuperad österut, men västerut är den bergig.
Arrondissement de Marmelade delas in i:
- Saint-Michel-de-l'Atalaye
- Marmelade